# Sinoxylon ruficorne
Sinoxylon ruficorne es una especie de escarabajo del género Sinoxylon, familia Bostrichidae. Fue descrita científicamente por Faharaeus en 1871.
Se distribuye por África. Habita en Camerún, Kenia, Gambia, Guinea-Bisáu, Mozambique, Namibia, Senegal, Sudáfrica y Zimbabue. Mide 5-7,5 milímetros de longitud.